# Klinkwan
Klinkwan, nekadašnje veliko selo Kaigani Haida koje se nalazilo na otoku Prince of Wales uz Cordova Bay na Aljaski. Selo se tu održalo negdje do 1901. kada je održan zadnji potlatch, nakon čega su Indijanci preseljeni u Hydaburg. 
Selo je imalo preko 400 stanovnika, a svi su bili pripadnici fratrije (bratstva) Raven.